# Zhylgaia aestiflua
Zhylgaia aestiflua — вимерлий вид сивкоподібних птахів родини Graculavidae. Вид існував у палеоцені, 58,7-56 млн років тому. Скам'янілі рештки виду знайдені відкладеннях морського пісковику у Казахстані поблизу міста Жілга.